# 九三学社天津市委员会
九三学社天津市委员会，简称九三天津市委、九三学社天津市委、天津九三学社，是九三学社在天津市的地方组织。